# Music from the OC: Mix 6
Music from the OC: Mix 6 - Covering Our Tracks è una raccolta di canzoni tratte dalla colonna sonora della serie televisiva The O.C.. Il disco contiene cover dei brani che fanno da colonna sonora alla serie. Le cover sono tutte eseguite da artisti indipendenti.
Negli USA il disco è uscito il 5 dicembre 2006. In Italia è ancora inedito.

## Tracce
1. Goldspot - Float On (Modest Mouse)
2. Rock Kills Kid - I Turn My Camera On (Spoon)
3. Lady Sovereign - Pretty Vacant (Sex Pistols)
4. Mates of State - California (Phantom Planet)
5. Pinback - Wasted (Black Flag)
6. John Paul White - Can't Get It out of My Head (ELO)
7. Rogue Wave - Debaser (Pixies)
8. Syd Matters - Hello Sunshine (Super Furry Animals)
9. Tally Hall - Smile Like You Mean It (The Killers)
10. The M's - Come Into Our Room (Clinic)
11. Band of Horses - The End's Not Near (The New Year)
12. Chris Holmes - Into Dust (Mazzy Star)

N.B. Tra parentesi gli artisti che cantano i brani originali.